# Claudio Bellucci
Pour les articles homonymes, voir Bellucci.
Claudio Bellucci est un footballeur italien né le 31 mai 1975 à Rome. Il joue au poste d'attaquant.
Il possède 6 sélections pour un but en équipe d'Italie espoirs.

## Biographie
Formé à la Sampdoria le jeune Bellucci trouve peu de temps de jeu à Gênes. Il faut dire qu'il a pour concurrent des joueurs de la trempe de Roberto Mancini, Ruud Gullit ou encore Enrico Chiesa. Après un bref prêt en Série C1 à Fiorenzuola il marque malgré tout un but qui fut tout proche d'envoyer la Samp' en finale de coupe d'Europe lors de la demi-finale retour face à Arsenal. Finalement les Génois s'inclineront aux tirs au but.
En 1996 il s'exile en Serie B à Venise pour avoir du temps de jeu. Ces performances sont très bonnes et il retrouve la Serie A à Naples dès l'été 1997. Un retour de courte durée puisque l'ancien club de Maradona est relégué en fin de saison. Claudio Bellucci joue donc en Serie B pendant deux ans mais il remonte en 2000. Hélas pour lui le promu ne se maintient pas à l'issue de la saison 2000-2001 en dépit de la présence aux côtés de Bellucci de « l'animal » Edmundo.
Après quatre ans à Naples il signe à Bologne qui vient de perdre son attaquant international russe Igor Kolyvanov (départ à la retraite). Bellucci a pour partenaires en attaque des joueurs comme Giuseppe Signori, Julio Cruz ou encore Igli Tare. Après neuf saisons le club est relégué à l'issue de la saison 2004-2005. Il reste au club pendant deux saisons encore en Serie B mais il ne parvient pas à le faire remonter.
Il retourne alors dans son club formateur de la Sampdoria onze ans après l'avoir quitté. Sous l'impulsion de son nouvel entraineur Walter Mazzarri, le club génois est en effet en train de profondément restructurer son attaque avec les départs de Francesco Flachi et Fabio Bazzani, et les arrivées de Antonio Cassano, Vincenzo Montella et donc Bellucci. Pendant un an et demi il joue beaucoup et  marque ainsi 12 buts en Serie A lors de la saison 2007-2008. L'arrivée de Giampaolo Pazzini en janvier 2009 va pourtant le pousser vers le banc. Il faut dire que le duo Pazzini-Cassano semble alors indiscutable. Le changement d'entraineur lors de l'été 2009, Luigi Delneri remplace Walter Mazzarri, ne modifie pas la donne. En janvier 2010 il est donc prêté à Livourne qui se bat pour se maintenir dans l'élite. Bellucci est associé à la star locale Cristiano Lucarelli mais ils ne peuvent empêcher la relégation.
En fin de contrat à la Sampdoria il se retrouve libre lors de l'été 2010. Il signe finalement en Serie B au Modène FC début septembre 2010.